# Пурі
Пурі (орія ପୁରୀ, гінді पुरी, англ. Puri (вимова)ⓘ) — місто в східній Індії, у штаті Орісса. Адміністративний центр округу Пурі.

## Географія
Розташований на березі Бенґальської затоки, приблизно за 60 км на південь від міста Бхубанешвар.
Висота міста над рівнем моря становить 0 м.

### Клімат
Місто знаходиться у зоні, котра характеризується кліматом тропічних саван. Найтепліший місяць — травень із середньою температурою 26.3 °C (79.3 °F). Найхолодніший місяць — грудень, із середньою температурою 18.8 °С (65.9 °F).
| Клімат Пурі             | Клімат Пурі | Клімат Пурі | Клімат Пурі | Клімат Пурі | Клімат Пурі | Клімат Пурі | Клімат Пурі | Клімат Пурі | Клімат Пурі | Клімат Пурі | Клімат Пурі | Клімат Пурі | Клімат Пурі |
| Показник                | Січ.        | Лют.        | Бер.        | Квіт.       | Трав.       | Черв.       | Лип.        | Серп.       | Вер.        | Жовт.       | Лист.       | Груд.       | Рік         |
| Середній максимум, °C   | 23,6        | 25,3        | 27,5        | 28,7        | 29,7        | 28,9        | 27,1        | 27          | 27,5        | 27,2        | 25,5        | 23,7        | 26,8        |
| Середня температура, °C | 18,9        | 20,8        | 23,5        | 25,2        | 26,3        | 25,9        | 24,5        | 24,5        | 24,6        | 23,8        | 21,1        | 18,8        | 23,2        |
| Середній мінімум, °C    | 14,3        | 16,4        | 19,4        | 21,7        | 22,9        | 22,9        | 22          | 21,9        | 21,8        | 20,4        | 16,9        | 14          | 19,5        |
| Норма опадів, мм        | 9.7         | 17.3        | 14.7        | 20.8        | 45.9        | 171.9       | 225         | 229.6       | 193.3       | 158.5       | 49.3        | 5.9         | 1141.9      |
| ----------------------- | ----------- | ----------- | ----------- | ----------- | ----------- | ----------- | ----------- | ----------- | ----------- | ----------- | ----------- | ----------- | ----------- |
| Джерело: Weatherbase    |             |             |             |             |             |             |             |             |             |             |             |             |             |